# Liste der Baudenkmale in Kolborn (Lüchow (Wendland))
In der Liste der Baudenkmale in Kolborn (Lüchow (Wendland)) sind die Baudenkmale des niedersächsischen Dorfes Kolborn aufgelistet. Der Stand der Liste ist der 21. Oktober 2021. Dies ist ein Teil der Liste der Baudenkmale in Lüchow (Wendland). Die Quelle der  IDs und der Beschreibungen ist der Denkmalatlas Niedersachsen.

## Allgemein
In den Spalten befinden sich folgende Informationen:
- Lage: die Adresse des Baudenkmales und die geographischen Koordinaten. Kartenansicht, um Koordinaten zu setzen. In der Kartenansicht sind Baudenkmale ohne Koordinaten mit einem roten Marker dargestellt und können in der Karte gesetzt werden. Baudenkmale ohne Bild sind mit einem blauen Marker gekennzeichnet, Baudenkmale mit Bild mit einem grünen Marker.
- Bezeichnung: Bezeichnung des Baudenkmales
- Beschreibung: die Beschreibung des Baudenkmales. Unter § 3 Abs. 2 NDSchG werden Einzeldenkmale und unter § 3 Abs. 3 NDSchG Gruppen baulicher Anlagen und deren Bestandteile ausgewiesen.
- ID: die Objekt-ID des Baudenkmales
- Bild: ein Bild des Baudenkmales, ggf. zusätzlich mit einem Link zu weiteren Fotos des Baudenkmals im Medienarchiv Wikimedia Commons. Wenn man auf das Kamerasymbol klickt, können Fotos zu Baudenkmalen aus dieser Liste hochgeladen werden:

## Baudenkmale

### Gruppe baulicher Anlagen
| Lage                                         | Bezeichnung        | Beschreibung | ID       | Bild |
| -------------------------------------------- | ------------------ | --- | -------- | ---- |
| Gutsweg 2, 3, 4 52° 57′ 58″ N, 11° 11′ 45″ O | Ehemaliger Gutshof | Ehemaliges von Knesebecksches Gut mit erkennbaren Resten eines Parks, zwei parallel stehenden Wohnhäusern und einer abseits stehenden Kapelle, der Wirtschaftshof fehlt. Ursprünglich in Alleinlage, kam offenbar erst im 19. Jh. Dorfbebauung entlang der Gutszufahrt hinzu. Heute besteht durch Neubaugebiete eine mehr oder weniger zusammenhängende Bebauung zwischen dem Gut und der Kernstadt Lüchow. | 30828283 |      |

### Einzeldenkmale
| Lage                                           | Bezeichnung           | Beschreibung | ID       | Bild |
| ---------------------------------------------- | --------------------- | --- | -------- | ---- |
| Kapellenstraße 2 52° 57′ 57″ N, 11° 11′ 45″ O  | Ehemaliges Herrenhaus | Großes, zweigeschossiges Fachwerkhaus auf Feldsteinsockel und unter Walmdach in Hohlpfannendeckung; Gefache weiß gefasst; leicht ausmittiges Zwerchhäuschen mit Bergetor und Windenbalken über einer breiten zweiflügligen Haustür im Erdgeschoss mit vorgelegten Stufen; geschnitzter Fries an der Obergeschossschwelle, darunter profiliertes Holzsims. Errichtet 1529 (i).                 | 30870473 |      |
| Kapellenstraße 4a 52° 57′ 58″ N, 11° 11′ 46″ O | Wohnhaus              | Eingeschossiger, langgestreckter Fachwerkbau auf hohem Feldsteinsockel und unter Halbwalmdach in Biberschwanz-Kronendeckung; Ausfachungen weiß geschlämmt, Gefüge dunkel gestrichen. Mittig in der südwestlichen Dachfläche eine Fledermausgaube über dem Hauseingang mit vorgelegten Stufen. Ursprünglich wohl Dependance des gegenüberliegenden Herrenhauses. Errichtet im 18. Jahrhundert. | 30870431 |      |
| Kapellenstraße 8 52° 57′ 59″ N, 11° 11′ 40″ O  | Ehemalige Gutskapelle | Die Kapelle Kolborn ist ein kleiner rechteckiger Fachwerkbau auf geputztem Sockel und mit Backsteinausfachung; unter Satteldach in Hohlpfannendeckung; Ausfachungen weißgeschlämmt. Weitgehend symmetrische Aufteilung. Schlichter Innenraum mit Holzdecke und Steinfußboden. Errichtet 1616 (i) als Gutskapelle derer von dem Knesebeck. Nebenstehend ein Glockengerüst mit Glocke.          | 30870392 |      |
| Mühlenberg 9 52° 58′ 0″ N, 11° 11′ 5″ O        | Ehemalige Windmühle   | Erdholländer ohne Flügel; heute Wohnhaus. Die Windmühle stand ursprünglich allein auf einer Anhöhe; heute ist sie von Wohnbebauung umgeben. | 30870373 |      |
| Mühlenberg 61 52° 58′ 4″ N, 11° 10′ 55″ O      | Schloss Kolborn       | Reichgegliederter, eingeschossiger, hell geputzter Baukörper mit angeschlossenen Nebengebäuden im Nordosten. Ausgebautes hohlpfannengedecktes Mansarddach, reichlich von Fenstern und Fenstererkern durchbrochen. Eingangsportal mit Stufen und Wappenkartusche. Späterer Anbau im Winkel der Nordwestecke des Hauptgebäudes. Errichtet wohl Anfang des 20. Jahrhunderts.                     | 39602448 |      |